# Sluchátka
Sluchátka jsou párem speciálních malých reproduktorů, které se umisťují přímo na hlavu nebo do uší posluchače.
Obvykle bývají připojitelná pomocí konektoru jack. Připojují se k zařízením, jako jsou walkman, mobilní telefon, CD přehrávač, digitální audio přehrávač (MP3 přehrávač), počítač a další. Některá sluchátka v sobě integrují přijímač rádia. Existují i bezdrátová sluchátka, využívající rádiových vln (analogové FM, digitální bluetooth, Kleer, wifi) nebo infračerveného světla ke komunikaci se „základnou“.
Sluchátka podle některých studií neničí sluch.[zdroj?] Ve společnosti se rozšířil mýtus[zdroj?], že sluchátka fungující přes bluetooth takzvaně „vaří“ mozek svými vlnami, kterými mezi sebou komunikují – to je ovšem dle studií technologického ústavu harvardské akademie hoax.
Sluchátka vynalezl Američan Nathaniel Baldwin v roce 1910.

## Rozdělení sluchátek
Sluchátka dělíme podle způsobu usazení na ucho/do ucha na circumaurální, supraaurální a intraaurální. Dále podle způsobu provedení mušlí na otevřená a uzavřená.

### Podle způsobu usazení

#### Cirkumaurální sluchátka
Cirkumaurální sluchátka, někdy také full-size sluchátka, obepínají celé ucho. Náušníky jsou vyrobeny z koženky, textilu, a u dražších sluchátek z veluru nebo z umělé či pravé kůže. Tato konstrukce může velmi dobře izolovat posluchače od okolních zvuků, ovšem za cenu nadměrného pocení uší u modelů s uzavřenými mušlemi. Používá se hlavně u domácích a studiových modelů.

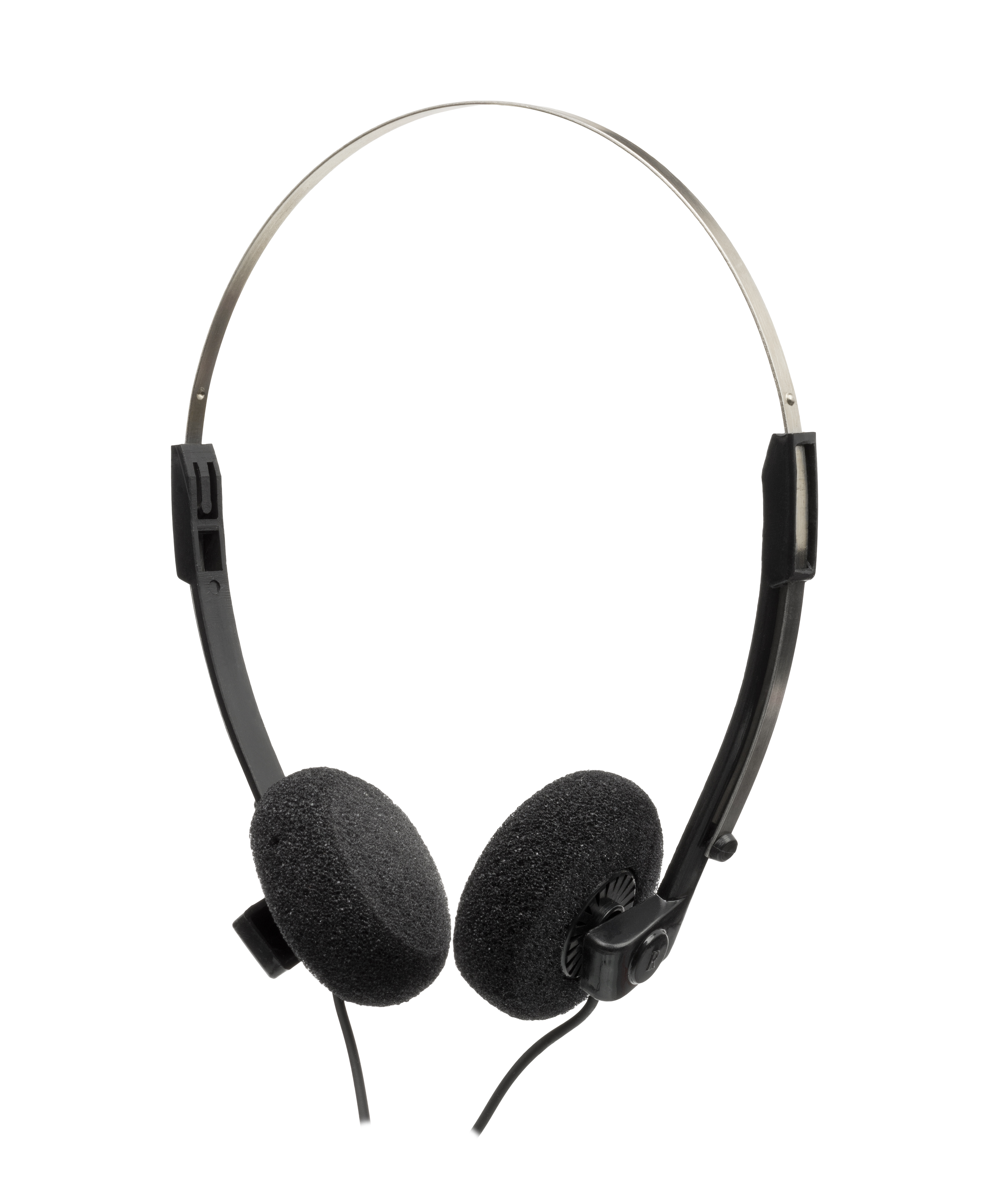
Klasická supraaurální sluchátka (na uši) z roku 1987

#### Supraaurální sluchátka
Sluchátka leží přímo na uchu. Náušníky jsou nejčastěji z molitanu nebo koženky. Supraaurální konstrukce se používá hlavně u přenosných modelů, někdy i u domácích.

#### Intraaurální sluchátka

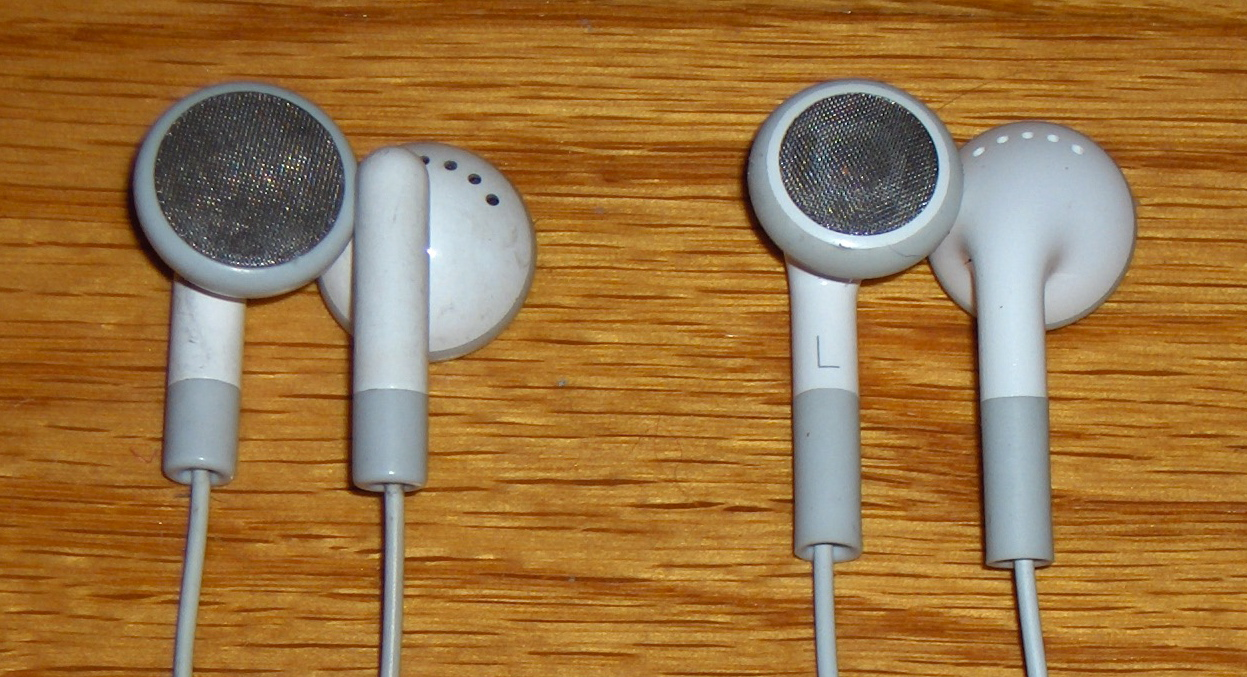
Pecky

Intraaurální sluchátka se umisťují přímo do ucha. Dělí se na pecky a špunty.

##### Pecky

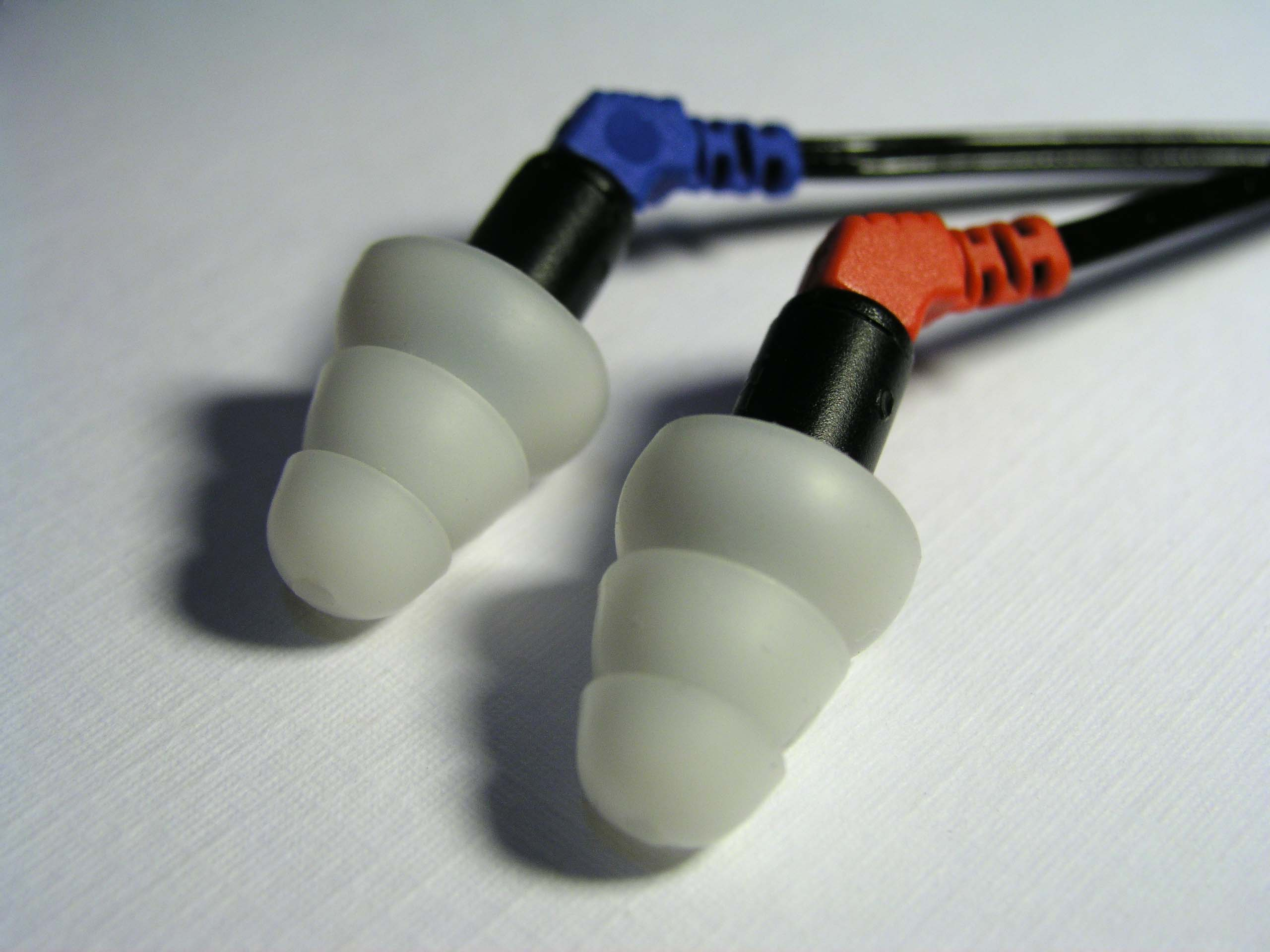
Špunty

Pecky (anglicky earbuds) leží u vyústění zvukovodu. Často jsou dodávány k přenosným přehrávačům. Jejich zvuková kvalita je obvykle špatná, o čemž svědčí i jejich cena, začínající už u dvanácti českých korun. Firma Yuin ale vyrábí i kvalitní pecky, u nás se dají sehnat od jednoho tisíce korun výše.

##### Špunty
Špunty, neboli in-ear sluchátka či in-ear monitory, se zasouvají přímo do zvukovodu. Univerzální špunty mají silikonový nebo pěnový nástavec, který ucpe zvukovod, díky tomu posluchač není rušen zvuky z okolí. Špunty mohou být i vyrobené na míru podle otisků uší. Jsou tedy vhodné především do hlučného prostředí. Používají je také například hudebníci při koncertech. Levné špunty zvukovou kvalitou nepřekypují, ale vyrábí se i kvalitní, s cenou nad deset tisíc českých korun. Špunty mohou obsahovat i více měničů v jednom sluchátku – univerzální jeden až tři, špunty na míru až osm.

### Podle provedení mušlí

#### Otevřená sluchátka
Mušle jsou z vnější strany vyrobeny ze zvukově propustného materiálu (často mřížka). To umožňuje přirozenější reprodukci, posluchač je ale rušen zvuky z okolí (je třeba poslouchat v tichu) a navíc ruší své okolí – sluchátka hrají nejen směrem do uší, ale částečně i směrem ven. Výhodou je větší bezpečnost při používání – člověk není zvukově izolován od dění v okolí (slyší např. projíždějící auto).

#### Uzavřená sluchátka
Mušle jsou z vnější strany ze zvukově nepropustného materiálu. Posluchač neslyší či jen špatně slyší (záleží na konstrukci) zvuky z okolí. Sluchátka také nehrají „ven“ – zvuk slyší jen ten, kdo je má na hlavě. Hlavně v nižších cenových kategoriích platí, že uzavřená sluchátka mají horší zvuk, než stejně drahá otevřená.

#### Polootevřená/polouzavřená sluchátka
Někdy se lze setkat také s termínem polootevřená/polouzavřená sluchátka. Výrobci takto označují otevřená sluchátka, v jejichž mušlích je z vnější strany méně otvorů než u plně otevřených.

### Podle impedance

#### Sluchátka nízkoimpedanční
- Jedná se prakticky o nejrozšířenější typ sluchátek, používaných k moderním přístrojům – počítačům, přehrávačům, mobilním telefonům, televizním či rozhlasovým přijímačům.
- Impedance jejich elektroakustického systému se pohybuje v jednotkách až desítkách ohmů je tedy v zásadě srovnatelná s impedancí běžných reproduktorů i s výstupní impedancí běžných polovodičových zesilovačů.
- Elektroakustický měnič těchto sluchátek je konstruován na magnetodynamickém principu stejně jako běžné dynamické reproduktory. Systém je konstruován tak, že plastová membrána sluchátka je mechanicky spojena s prstencovou válcovou cívkou kmitající v kruhové vzduchové mezeře silného permanentního magnetu. Počet závitů drátu navinutého na cívce je omezený úzkým prostorem magnetické mezery, což znemožňuje navinout cívku s velkým počtem závitá a tedy i s velkou impedancí. Naoplátku tento systém vyniká velkým kmitočtovým rozsahem v celém slyšitelném spektru a tím pádem i věrným přednesem zvuku.
- Sluchátka tohoto typu bývají nejčastěji konstruovaná jako stereofonní, kdy je do každého systému přiváděn signál samostatně a nezávisle.

#### Sluchátka vysokoimpedanční

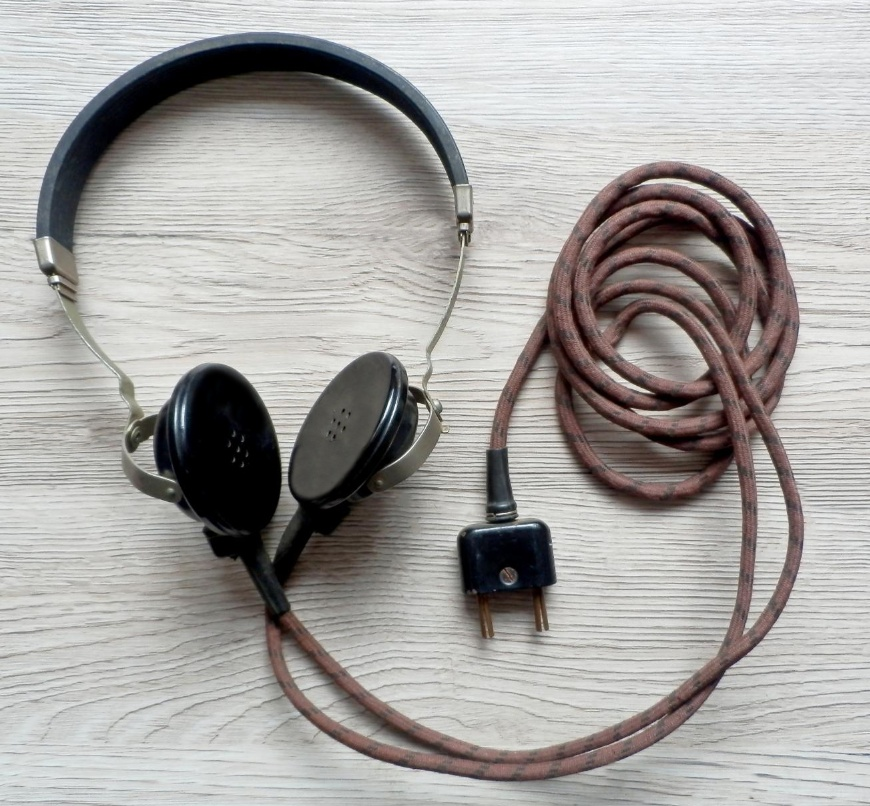
Vysoko impedanční (vysoko ohmová) radiotelegrafická náhlavní sluchátka

- V minulosti často nepřesně nazývána „sluchátka vysokoohmová“.
- Do této kategorie patří převážně starší typy sluchátek používaných v minulosti u vojenské vysílací techniky, ke komunikačním přijímačům a k jednoduchým přijímačům systému Jednolampovka či Krystalka.
- Impedance jejich elektroakustického systému se pohybuje ve stovkách až tisících ohmů (nejčastěji 4000 ohmů) je v zásadě srovnatelná s výstupní impedancí elektronkových zesilovacích stupňů.
- Elektroakustický měnič těchto sluchátek je konstruován na magnetoelektrickém principu, kdy kovovou membránu přes pólové nástavce trvale mírně přitahuje permanentní magnet. Na pólových nástavcích jsou navinuty budící cívky s velkým počtem závitů jemného měděného drátu (průměr 0,02 až 0,05 mm). Při připojení signálu k těmto cívkám se vytváří druhotné magnetické pole, které se sčítá nebo odečítá s polem vytvářeným trvalým magnetem. Díky tomu je membrána více či méně k magnetu přitahována a chvěje se v rytmu přiváděného signálu. Tento systém je mimořádně citlivý a pro vytvoření slyšitelného zvuku ve sluchátkách stačí velmi slabý signál. Abyste ve sluchátkách uslyšeli slabě hudbu nebo řeč, stačí k tomu napětí už od 0,01 voltu a výkon 0,000 000 025 wattu. To v minulosti umožňovalo pro srozumitelnou reprodukci použít nevýkonný zesilovací stupeň nebo dokonce krystalku, která hraje bez vnějšího zdroje energie. Bohužel magnetoelektrický systém trpí nerovnoměrnou frekvenční charakteristikou. Běžný rozsah tohoto typu sluchátek je pouze od 250 do 3000 Hz (mají typický plechový telefonní zvuk) a proto se v praxi hodí spíš pro komunikační účely – reprodukci mluveného slova nebo telegrafního signálu. Ke kvalitní reprodukci hudby se nehodí.
- Sluchátka tohoto typu jsou konstruována výhradně jako supraaurální uzavřená monofonní (do obou mušlí je přiváděn stejný signál), oba systémy jsou (v zájmu získání vysoké impedance) mezi sebou propojeny do série.
- Velmi důležité je nastavení správné vzdálenosti membrány od pólových nástavců. U některých typů sluchátek lze tuto mezeru otáčením mušle regulovat. Mezera má být co nejmenší, těsně před hranicí, kdy by se membrána začala dotýkat magnetu. Tehdy dosahuje sluchátko nejvyšší citlivosti. Nástavce musejí být samozřejmě naprosto čisté, bez koroze a bez přimagnetovaných pilinek či jiného smetí. Pro správnou funkci nesmí být magnet stářím zesláblý.
- V situaci, kdy je v internetových návodech nebo starých pláncích předepsáno použití „vysokoohmových sluchátek“, lze úspěšně použít jako náhradu sluchátka nízkoimpedanční pouze tehdy, pokud před ně bude vřazen malý (ale kvalitní) převodní transformátor. Vyhoví např. malý transformátorek 230 V/24 V/2 W, připojený primárním vinutím 230 V ke zdroji signálu a sekundárním vinutím 24 V k nízkoimpedančním sluchátkům. (Častá snaha, nahradit chybějící impedanci sluchátek vřazením dodatečného sériového rezistoru je technický nesmysl!) Pokud použijete nízkoimpedanční sluchátka přímo (bez transformátoru) u zařízení, kde je výslovně předepsáno použití sluchátek vysokoimpedančních, nejen že to nebude fungovat, ale můžete je v krajním případě zařízení i zničit. Opačná záměna, tedy použití vysokoimpedančních sluchátek u zařízení, kde jsou předepsána sluchátka nízkoimpedanční je většinou bez většího rizika.

## Značky sluchátek

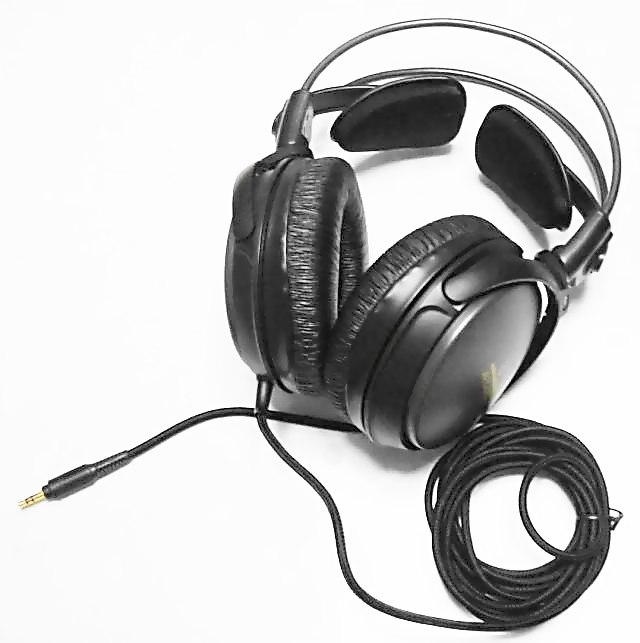
Sluchátka

Na světe existuje mnoho značek sluchátek, jako například AIAIAI, AKG, Audio-Technica, Beats by Dr. Dre, Bloody, Beyerdynamic, Denon, Elecom, Foxtex, Grado, Jays, Klipsch, Koss, Marshall, Phonak, Plantronics, Razer, Sennheiser, Shure, Skullcandy, Souhl, SoundMagis, SteelSeries, Ultimate Ears, Ultrasone, Urbanears, Vsonic, WeSC. 
Vysokoimpedanční sluchátka vyráběly v minulosti tytéž firmy, které se zabývaly i výrobou radiopřijímačů, např. firmy Telefunken, Telegraphia, Philips aj. V současné době jejich dodavatel chybí.

## Podání prostoru
Při poslechu stereofonní nahrávky je prostorový vjem ve sluchátkách jiný než při poslechu přes reproduktorovou soustavu.
Není možné rozeznat, jak daleko a jakým směrem od nahrávacího zařízení byla umístěna kapela. Pro poslech přes sluchátka jsou určeny binaurální nahrávky.

## Nové technologie
- Materiály: Při výrobě sluchátek se používá celá řada materiálů. Řada výrobců se chlubí použitým materiálem na kabely, konektory nebo v konstrukci, které zlepšují technické parametry nebo odstraňují nedostatky dané technologií. I zde je jako v ostatních oborech poslední trend využití nanotechnologií. Příkladem je firma Plantronics, která u vybraných modelů začala používat ochrannou nanovrstvu jako ochranu před vlhkostí (např. deštěm).
- Aktivní potlačení hluku
- Sluchátka s kostním vedením zvuku (bone conduction)